# Нейман, Джон фон
Джон фон Не́йман (англ. John von Neumann /vɒn ˈnɔɪmən/; или Иоганн фон Нейман, нем. Johann von Neumann; при рождении Я́нош Ла́йош Нейман, венг. Neumann János Lajos, IPA: [nojmɒn ˈjaːnoʃ ˈlɒjoʃ]; 28 декабря 1903, Будапешт — 8 февраля 1957, Вашингтон) — венгеро-американский математик, физик и педагог еврейского происхождения, сделавший важный вклад в квантовую физику, квантовую логику, функциональный анализ, теорию множеств, информатику, экономику и другие отрасли науки.
Наиболее известен как человек, с именем которого связывают архитектуру большинства современных компьютеров (так называемая архитектура фон Неймана), применение теории операторов к квантовой механике (алгебра фон Неймана), а также как участник Манхэттенского проекта и как создатель теории игр и концепции клеточных автоматов.

## Биография
Янош Лайош Нейман родился в состоятельной еврейской семье в Будапеште, бывшем в те времена второй столицей Австро-Венгерской империи. Был старшим из трёх братьев, за которым по старшинству родились Михай (венг. Neumann Mihály, 1907—1989) и Миклош (венг. Neumann Miklós, 1911—2011). Отец, Макс Нейман (венг. Neumann Miksa, 1870—1929), переселился в Будапешт из провинциального городка Печ в конце 1880-х годов, получил степень доктора от юриспруденции и работал адвокатом в банке; вся его семья происходила из Серенча. Мать, Маргарет Канн (венг. Kann Margit, 1880—1956), была домохозяйкой и старшей дочерью (во втором браке) преуспевающего коммерсанта Якоба Канна — партнёра в фирме «Kann—Heller», специализировавшейся на торговле мельничными жерновами и другим сельскохозяйственным оборудованием. Её мать, Каталина Майзельс (бабушка учёного), происходила из Мункача.
Янош, или просто Янчи, был необыкновенно одарённым ребёнком. Уже в 6 лет он мог разделить в уме два восьмизначных числа и беседовать с отцом на древнегреческом. Янош всегда интересовался математикой, природой чисел и логикой окружающего мира. В восемь лет он уже хорошо разбирался в математическом анализе. В 1911 году он поступил в лютеранскую гимназию.
В 1913 году его отец получил дворянский титул, и Янош вместе с австрийским и венгерским символами знатности — приставкой фон (von) к австрийской фамилии и титулом Маргиттаи (Margittai) в венгерском именовании — стал зваться Янош фон Нейман или Нейман Маргиттаи Янош Лайош. Во время преподавания в Берлине и Гамбурге его называли Иоганн фон Нейман. Позже, после переселения в 1930-х годах в США, его имя на английский манер изменилось на Джон. Любопытно, что его братья после переезда в США получили совсем другие фамилии: Vonneumann и Newman. Первая, как можно заметить, является «сплавом» фамилии и приставки «фон», вторая же — дословным переводом фамилии с немецкого на английский.
Фон Нейман получил степень доктора философии по математике (с элементами экспериментальной физики и химии) в университете Будапешта в 23 года. Одновременно он изучал химические технологии в швейцарском Цюрихе (Макс фон Нейман полагал профессию математика недостаточной для того, чтобы обеспечить надёжное будущее сына). С 1926 по 1930 год Джон фон Нейман был приват-доцентом в Берлинском университете.
В 1930 году фон Нейман был приглашён на преподавательскую должность в американский Принстонский университет. Был одним из первых приглашённых на работу в основанный в 1930 году научно-исследовательский Институт перспективных исследований, также расположенный в Принстоне, где с 1933 года и до самой смерти занимал профессорскую должность.
В 1936—1938 годах Алан Тьюринг работал в Принстонском университете под руководством Алонзо Чёрча и защитил докторскую диссертацию. Это случилось вскоре после публикации в 1936 году статьи Тьюринга «О вычислимых числах в применении к проблеме разрешимости» (англ. On Computable Numbers with an Application to the Entscheidungs problem), которая включала в себя концепции логического проектирования и универсальной машины. Фон Нейман, несомненно, был знаком с идеями Тьюринга, однако неизвестно, применял ли он их в проектировании IAS-машины десять лет спустя.
В 1937 году фон Нейман стал гражданином США. В 1938 году был награждён премией имени М. Бохера за свои работы в области анализа.
В 1946 году Джон фон Нейман доказал теорему о плотности записи чисел в сдвоенных комбинированных показательных позиционных системах счисления. Первый успешный численный прогноз погоды был произведён в 1950 году с использованием компьютера ENIAC командой американских метеорологов совместно с Джоном фон Нейманом.
В октябре 1954 года фон Нейман был назначен членом Комиссии по атомной энергии, которая ставила своей главной заботой накопление и развитие ядерного оружия. Он был утверждён Сенатом Соединённых Штатов 15 марта 1955 года. В мае он и его жена переехали в Вашингтон, пригород Джорджтаун. В течение последних лет жизни фон Нейман был главным советником по атомной энергии, атомному оружию и межконтинентальному баллистическому оружию. Возможно, вследствие своего происхождения или раннего опыта в Венгрии, фон Нейман решительно придерживался правого крыла политических взглядов. В статье журнала «Лайф» (англ. Life), опубликованной 25 февраля 1957 года, вскоре после его смерти, он представлен приверженцем предупредительной войны с Советским Союзом.
Летом 1954 года фон Нейман ушиб левое плечо при падении. Боль не проходила, и хирурги поставили диагноз: саркома. Предполагалось, что злокачественное новообразование могло быть вызвано радиоактивным облучением при испытании атомной бомбы в Тихом океане или, возможно, при последующей работе в Лос-Аламосе, штат Нью-Мексико (его коллега, пионер ядерных исследований Энрико Ферми, умер от рака желудка на 54-м году жизни). Болезнь прогрессировала, и посещение три раза в неделю совещаний КАЭ (Комиссии по атомной энергии) требовало огромных усилий. Через несколько месяцев после постановки диагноза фон Нейман умер в тяжёлых мучениях. Когда он лежал при смерти в госпитале Уолтера Рида, он попросил встречи с католическим священником. Ряд знакомых учёного полагает, что, поскольку он был агностиком большую часть сознательной жизни, это желание не отражало его реальные взгляды, а было вызвано страданиями от болезни и страхом смерти.
Согласно биографу фон Неймана, «Джонни был великим логиком и менее страстным агностиком, чем логики менее крупные. „Вероятно, должен быть Бог“, — сказал он своей [верующей] матери под конец жизни, — „потому что многое труднее объяснить, если Его нет“».

## Основания математики
В конце девятнадцатого века аксиоматизация математики по примеру Начал Евклида достигла нового уровня точности и широты. Особенно сильно это было заметно в арифметике (благодаря аксиоматике Рихарда Дедекинда и Чарльза Сандерса Пирса), а также в геометрии (благодаря Давиду Гильберту). К началу двадцатого века было предпринято несколько попыток формализовать теорию множеств, однако в 1901 Бертраном Расселом была показана противоречивость наивного подхода, использовавшегося ранее (парадокс Рассела). Этот парадокс вновь подвесил в воздухе вопрос о формализации теории множеств. Проблема была решена двадцать лет спустя Эрнстом Цермело и Абрахамом Френкелем. Аксиоматика Цермело — Френкеля позволила конструировать множества, обычно используемые в математике, однако они не смогли явно исключить из рассмотрения парадокс Рассела.
В докторской диссертации в 1925 году фон Нейман продемонстрировал два способа, позволяющие исключить из рассмотрения множества из парадокса Рассела: аксиома основания и понятие класса. Аксиома основания требовала, чтобы каждое множество можно было сконструировать снизу вверх в порядке возрастания шага по принципу Цермело и Френкеля таким образом, что если одно множество принадлежит другому, то необходимо, чтобы первое стояло прежде второго, тем самым исключая возможность множеству принадлежать самому себе. Для того чтобы показать то, что новая аксиома не противоречит другим аксиомам, фон Нейман предложил метод демонстрации (впоследствии названный методом внутренней модели), который стал важным инструментом в теории множеств.
Второй подход к проблеме выражался в том, чтобы взять за основу понятие класса и определить множество как класс, который принадлежит некоторому другому классу, и одновременно с этим ввести понятие собственного класса (класса, который не принадлежит другим классам). В предположениях Цермело — Френкеля аксиомы препятствуют конструированию множества всех множеств, которые не принадлежат самим себе. В предположениях фон Неймана класс всех множеств, не принадлежащих самим себе, может быть построен, но это собственный класс, то есть он не является множеством.
С помощью этой конструкции фон Неймана аксиоматическая система Цермело — Френкеля смогла исключить парадокс Рассела как невозможный. Следующей проблемой стал вопрос о том, можно ли определить эти конструкции, или этот объект не подлежит улучшению. Строго отрицательный ответ был получен в сентябре 1930 года на математическом конгрессе в Кенингсберге, на котором Курт Гёдель представил свою теорему о неполноте.
Ввёл в математику классы, получившие название классов Шаттена — фон Неймана.

## Математические основы квантовой механики
Фон Нейман был одним из создателей математически строгого аппарата квантовой механики. Свой подход к аксиоматизации квантовой механики он изложил в работе «Математические основы квантовой механики» (нем. Mathematische Grundlagen der Quantenmechanik) в 1932 году.
После завершения аксиоматизации теории множеств фон Нейман занялся аксиоматизацией квантовой механики. Он сразу понял, что состояния квантовых систем могут быть рассмотрены как точки в гильбертовом пространстве, подобно тому как в классической механике состояниям сопоставляются точки 6N-мерного фазового пространства. В таком случае обычные для физики величины (такие как позиция и импульсы) могут быть представлены как линейные операторы над гильбертовым пространством. Таким образом изучение квантовой механики было редуцировано к изучению алгебр линейных эрмитовых операторов над гильбертовым пространством.
Надо заметить, что в этом подходе принцип неопределённости, согласно которому точное определение местоположения и импульса частицы одновременно невозможны, выражается в некоммутативности соответствующих этим величинам операторов. Эта новая математическая формулировка включила в себя формулировки Гейзенберга и Шрёдингера как частные случаи.

## Теория операторов
Главными работами фон Неймана по теории колец операторов стали работы, связанные с алгебрами фон Неймана. Алгебра фон Неймана — это *-алгебра ограниченных операторов на гильбертовом пространстве, которая замкнута в слабой операторной топологии и содержит единичный оператор.
Теорема фон Неймана о бикоммутанте доказывает, что аналитическое определение алгебры фон Неймана эквивалентно алгебраическому определению как *-алгебры ограниченных операторов на гильбертовом пространстве, совпадающей со своим вторым коммутантом.
В 1949 Джон фон Нейман ввёл понятие прямого интеграла. Одной из заслуг фон Неймана считается редукция классификации алгебр фон Неймана на сепарабельных гильбертовых пространствах к классификации факторов.

## Клеточные автоматы и живая клетка
Концепция клеточных автоматов являлась математической интерпретацией вопроса о возможности создания жизни из мёртвой материи. Аргументация виталистов в XIX веке не учитывала, что в мёртвой материи возможно хранение информации, которая может менять окружающий мир (например, жаккардовый ткацкий станок).
В 1940-х годах Нейман пытался создать гипотетическую машину, которая может воспроизводить сама себя. Ему удалось создать математическую модель такой машины с очень сложными правилами — в автомате фон Неймана ячейка может иметь одно из 29 состояний. Джон Конвей попытался упростить идеи Неймана, что привело к созданию правил игры «Жизнь», в которой только 2 правила и клетки имеют только 2 состояния.
Идея клеточных автоматов нашла применение почти во всех областях современной науки.

## Участие в Манхэттенском проекте и вклад в информатику
Будучи экспертом в математике ударных волн и взрывов, во время Второй мировой войны фон Нейман работал консультантом Лаборатории баллистических исследований (Army Ballistics Research Laboratory) Управления боеприпасов Армии США. По приглашению Оппенгеймера Фон Нейман был привлечён к работе в Лос-Аламосе над Манхеттэнским проектом начиная с осени 1943 года, где он работал над расчётами сжатия плутониевого заряда до критической массы путём имплозии.
Расчёты по этой задаче требовали больших вычислений, которые поначалу осуществлялись в Лос-Аламосе на ручных калькуляторах, потом — на механических табуляторах IBM 601, где использовались перфокарты. Фон Нейман, свободно разъезжая по стране, собирал информацию из разных источников о текущих проектах по созданию электронно-механических (Bell Telephone Relay-Computer, компьютер Mark I Говарда Айкена в Гарвардском университете использовался Манхеттенским проектом для расчётов весной 1944 г.) и полностью электронных компьютеров (ENIAC использовался в декабре 1945 года для расчётов по проблеме термоядерной бомбы).
Фон Нейман помогал в разработке компьютеров ENIAC и EDVAC, внёс вклад в развитие науки о компьютерах в своей работе «Первый проект отчёта о EDVAC», где представил научному миру идею компьютера с программой, хранимой в памяти. Эта архитектура до сих пор носит название архитектуры фон Неймана, и долгие годы реализовывалась во всех компьютерах и микропроцессорах.
После окончания войны фон Нейман продолжил работу в этой области, разрабатывая высокоскоростной исследовательский компьютер IAS-машину в Принстонском университете, который предполагалось использовать для ускорения расчётов по термоядерному оружию.
В честь Фон Неймана был назван компьютер JOHNNIAC, созданный в 1953 году в Корпорации RAND.

## Личная жизнь
Фон Нейман был женат дважды. В первый раз он женился на Мариэтте Кёвеши (Mariette Kövesi) в 1930 году. Брак распался в 1937 году, а уже в 1938 он женился на Кларе Дан (Klara Dan). От первой жены у фон Неймана родилась дочь Марина — в последующем известный экономист.

## Память
Нейман ясно видел предел своих интеллектуальных возможностей и чувствовал, что не может воспринять некоторые высшие математические и философские идеи.

Фон Нейман был блестящим, изобретательным, действенным математиком, с потрясающей широты кругом научных интересов, которые простирались и за пределы математики. Он знал о своём техническом таланте. Его виртуозность в понимании сложнейших рассуждений и интуиция были развиты в высшей степени; и тем не менее, ему было далеко до абсолютной самоуверенности. Возможно, ему казалось, что он не обладает способностью интуитивно предугадывать новые истины на самых высших уровнях или даром к мниморациональному пониманию доказательств и формулировок новых теорем. Мне трудно это понять. Может быть, это объяснялось тем, что пару раз его опередил или даже превзошёл кто-то другой. К примеру, его разочаровало то, что он не первым решил теоремы Гёделя о полноте. Ему это было больше чем под силу, и наедине с самим собой он допускал возможность того, что Гильберт избрал ошибочный ход решения. Другой пример — доказательство Дж. Д. Биркгофом эргодической теоремы. Его доказательство было более убедительным, более интересным и более независимым по сравнению с доказательством Джонни.
— [Улам, 70]
В 1970 году Международный астрономический союз присвоил имя Джона фон Неймана кратеру на обратной стороне Луны. В его память учреждены награды:
- Медаль Джона фон Неймана,
- Теоретическая премия фон Неймана,
- Лекция Джона фон Неймана.

## Сочинения
- Нейман Дж. Вычислительная машина и мозг. — Нью-Хейвен: Yale University Press, 1958.
- Нейман Дж. Математические основы квантовой механики. — М.: Наука, 1964.
- Нейман Дж., Моргенштерн О. Теория игр и экономическое поведение. — М.: Наука, 1970. Пер. с англ. под ред. и с доб. Н. Н. Воробьёва. — Москва : Наука, 1970. — 707 с.